# Opus (àudio)

Possibles combinacions de velocitat de bits i latència en comparació amb altres formats d'àudio.

Opus és un format de codificació d'àudio amb pèrdues desenvolupat per Xiph. Org Foundation i estandarditzat per l'Internet Engineering Task Force, dissenyat per codificar de manera eficient la veu i l'àudio general en un únic format, alhora que es manté una latència prou baixa per a una comunicació interactiva en temps real i una complexitat prou baixa per als processadors incrustats de gamma baixa. Opus substitueix Vorbis i Speex per a noves aplicacions, i diverses proves d'escolta a cegues l'han classificat amb una qualitat superior a qualsevol altre format d'àudio estàndard a qualsevol velocitat de bits donada fins que s'aconsegueix la transparència, inclosos MP3, AAC i HE-AAC.
Opus combina l'algoritme SILK basat en LPC orientat a la parla i l'algorisme CELT basat en MDCT de latència més baixa, canviant-los o combinant-los segons sigui necessari per obtenir la màxima eficiència. La taxa de bits, l'amplada de banda d'àudio, la complexitat i l'algorisme es poden ajustar perfectament a cada fotograma. Opus té el retard algorítmic baix (26,5 ms per defecte) necessari per utilitzar-lo com a part d'un enllaç de comunicació en temps real, actuacions de música en xarxa i sincronització de llavis en directe; mitjançant l'intercanvi de qualitat o taxa de bits, el retard es pot reduir a 5 Senyora. El seu retard és excepcionalment baix en comparació amb els còdecs de la competència, que requereixen més de 100 ms, però Opus té un rendiment molt competitiu amb aquests formats en termes de qualitat per bitrate.
Com a format obert estandarditzat mitjançant RFC 6716, una implementació de referència anomenada libopus està disponible sota la nova llicència BSD. La referència compta amb optimitzacions de punt fix i flotant per a dispositius de gamma baixa i alta, amb optimitzacions SIMD en plataformes que les admeten. Totes les patents de programari conegudes que cobreixen Opus tenen llicència sota condicions lliures de drets d'autor. Opus s'utilitza àmpliament com a còdec de veu sobre IP (VoIP) en aplicacions com Discord, WhatsApp, i la PlayStation 4.
Opus admet codificació de bitrate constant i variable des de 6 kbit /s fins a 510 kbit/s (o fins a 256 kbit/s per canal per a pistes multicanal), mides de fotogrames a partir de 2,5 ms a 60 ms, i cinc taxes de mostreig de 8 kHz (amb 4 KHz d'ample de banda) fins a 48 kHz (amb 20 KHz d'ample de banda, el rang d'audició humana). Un flux d'Opus pot suportar fins a 255 canals d'àudio i permet l'acoblament de canals entre canals en grups de dos mitjançant la codificació intermèdia.